# 甕速日神

神産み神話（イザナギ・イザナミが生んだ神々）

甕速日神（みかはやひのかみ）とは、日本神話の神産みにおいてイザナギがカグツチの首を切り落とした際、十束剣「天之尾羽張（あめのおはばり）」の根元についた血が岩に飛び散って生まれた三神の一柱である。
『日本書紀』には武甕雷男神の先祖であるとも記されているが、その後に樋速日神、甕速日神、武甕雷男神が同時に生まれたとも記されている。
江戸時代に松江藩で編纂された地誌『雲陽誌』の松崎神社の項において「当社の祖神を甕速日といふ星の神と名つく」と記されている。

## 祀る神社
- 星神社 (岡山市)（岡山県岡山市）